# Deportación

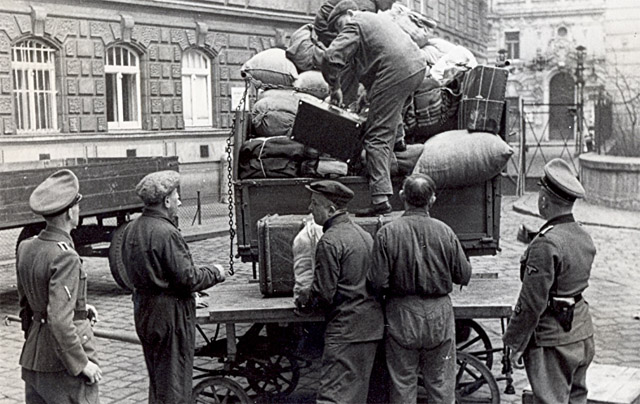
Deportación de judíos austríacos de Viena en 1942

Deportación es la expulsión de una persona o un grupo de personas de un lugar o un país. El término expulsión se suele usar como sinónimo de deportación, pero su uso se suele restringir al contexto de las Leyes Internacionales, mientras que la deportación se refiere a la ley nacional. El término deportación se aplica por igual a nacionales y extranjeros, no obstante, en el uso común la expulsión de los extranjeros suele denominarse deportación, mientras que la expulsión de los nacionales se denomina extradición, exilio (inducido) o destierro penal.
Actualmente, aunque no se colocara sello de deportación en el pasaporte, quedan registradas en el sistema de migración para detectar su regreso. Por ejemplo, en el caso de los extranjeros, estos pueden ser deportados por intentar entrar al país sin acreditar los requisitos impuestos por el estado receptor (cantidad mínima obligatoria de dinero por cada día de estadía, vacunación, etc.) o por ingresar o haber ingresado con fines anticonstitucionales, haber cometido o intentado cometer algún delito (como permanecer en el territorio por más tiempo del permitido). En países como Rusia o Irán, la deportación del extranjero incluso puede llevarse a cabo por no ser heterosexual, un mal menor si se tiene en cuenta que una vez dentro de este último país podría ser condenado a la pena de muerte por lo mismo. 
Según la Organización Internacional para las Migraciones (OIM), una deportación se entiende como: Acto del Estado en el ejercicio de su soberanía mediante el cual envía a un extranjero fuera de su territorio, a otro lugar, después de rechazar su admisión o de habérsele terminado el permiso de permanecer en dicho Estado.
Se ha aplicado como castigo, con fines aislacionistas o esclavistas. En algunos casos la deportación de comunidades tiene como causa la limpieza étnica o religiosa. En todo caso, las causales que han llevado históricamente a la deportación de cualquier grupo es considerada como un acto segregacionista y ha conllevado en diversas oportunidades graves abusos e incluso el exterminio o genocidio de poblaciones enteras. Por ejemplo, el sufrido en Rusia por los alemanes del Volga. 
La deportación suele acarrear como consecuencia la pérdida de por vida del derecho a ingresar al país donde se produjo esta acción, tal como ocurrió con la expulsión de los alemanes étnicos tras la Segunda Guerra Mundial de los territorios en los que estos vivían pacíficamente desde hacía siglos, tiempo en que habían sido invitados a radicarse allí por los propios gobiernos locales. 
El único país en que todas estas políticas fueron revertidas fue Alemania, el cual, ni bien terminó la dictadura, condenó a los principales responsables de implementarlas, volvió a abrir sus puertas a todos los expulsados otorgándoles la ciudadanía alemana, e incluso indemnizó a las víctimas con cifras millonarias. Además, fundó numerosas organizaciones que aún hoy se dedican al estudio y la condena de esas políticas pasadas, erigió gran cantidad de monumentos y costosos museos en su memoria, y ha hecho, desde entonces, grandes contribuciones monetarias y de tecnología militar hacia el estado de Israel, convirtiéndose en unos de los principales aliados. Alemania ha contribuido con cuantiosas reparaciones directamente a Israel a pesar de que este no existía como estado durante la Segunda Guerra Mundial, y Alemania nunca ocupó o atacó su territorio.

## Historia

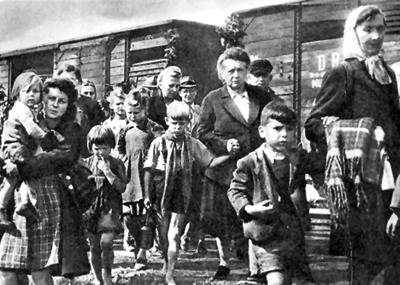
Expulsión de alemanes tras la Segunda Guerra Mundial

Desde un punto de vista estrictamente histórico la Biblia hace referencia en varios pasajes a deportaciones masivas, reconocidas actualmente como históricas, cabe mencionar el traslado de gran parte de la población israelita a Babilonia, evidentemente contra su voluntad y con fines esclavistas. En la época del Imperio romano diversas tribus fueron forzadas a movilizarse hacia el imperio (tracios, dalmacios) o fuera de este (germanos, celtas, magyares) bien por voluntad de los ejércitos romanos o para huir del empuje de los enemigos de estos.
Ya en épocas más recientes diversos grupos étnicos se han visto obligados a largas movilizaciones debido al empuje de las invasiones islámicas de la Baja Edad Media, e incluso posteriormente poblaciones enteras griegas, albanesas y del antiguo Imperio bizantino se vieron forzadas a retirarse de sus fronteras naturales hacia el noreste de Europa debido a los encuentros entre los ejércitos Cruzados y los otomanos.
En el Antiguo México, cuando la Triple Alianza Tenochtitlan-Tetzcuco-Tlacopan conquistaron la ciudad de Azcapotzalco en 1428, y luego que Nezahualcóyotl sacrificó al caudillo tepaneca Maxtla, mando a destruir la ciudad y deportar como castigo a toda la población original de Azcapotzalco a Tlacopan, ciudad aliada de la Triple Alianza, para usarlos como mano de obra productiva para la ciudad en todos los ámbitos (sociales, culturales, políticos y militares) y a los hombres como futuros guerreros para futuras incursiones bélicas de conquista.
En el Imperio Inca podemos encontrar el caso de los Mitimaes, que se origina de la palabra quechua mitmay, idioma en el que significa desterrar, estos Fueron grupos de familias separadas de sus comunidades por el Imperio inca y trasladadas de pueblos leales a conquistados (o viceversa) para cumplir funciones económicas, sociales, culturales, políticas y militares. Ninguna otra política afectó tanto la demografía y conjuntos étnicos andinos como ésta de los mitimaes: se llega a afirmar que hasta una cuarta parte de la población del imperio fue deportada por esa práctica.
En Rusia la deportación en masa de prisioneros políticos o grupos étnicos a campos de concentración como los gulags de Siberia fue una práctica común desde la época de Iván Grozny y prosiguió hasta la era soviética.
Durante la Primera Guerra Mundial, la población armenia de la provincia de Anatolia padeció deportaciones masivas y acciones genocidas.
Durante la Segunda Guerra Mundial el Gobierno alemán llevó a cabo el exterminio judío, realizado, en su mayor parte, tras la deportación de las víctimas desde los lugares de origen hasta los campos y centros de exterminio, situados en la Polonia ocupada. Los nazis deportaron también a otros grupos étnicos, políticos y sociales a lo largo de la Europa ocupada por ellos, como medida de represión.

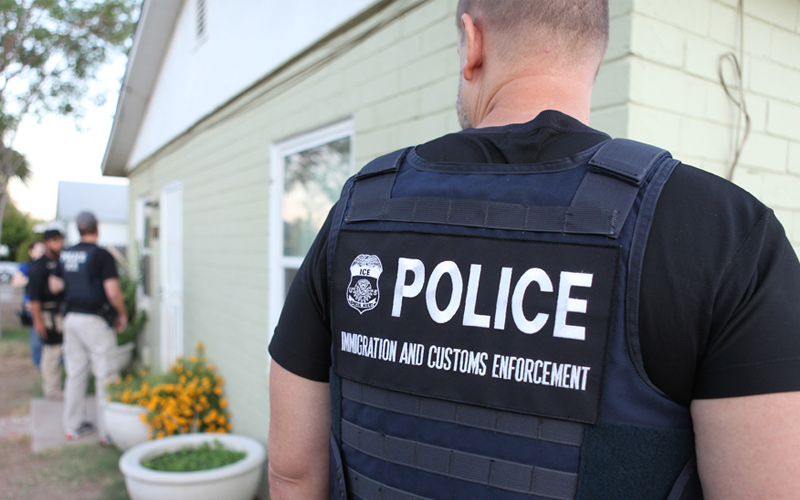
ICE (Policía de inmigración de USA)

Tras la Segunda Guerra Mundial, la mayoría de los alemanes étnicos y descendientes de alemanes (13 millones) fueron expulsados de las antiguas regiones germanas de Pomerania, Silesia, Prusia Occidental-Danzig y Prusia Oriental, hoy territorios polaco y ruso, Alsacia, hoy territorio francés, así como los Sudetes checos y otros países del centro y este europeos.
Estados Unidos es uno de los países con mayores deportaciones de extranjeros en las décadas recientes, si bien al mismo tiempo es uno de los que más cantidad de inmigrantes tiene en su territorio.
En 2015, en Venezuela el gobierno del presidente Nicolás Maduro dio la orden de estado de excepción en las fronteras con Colombia y los guardias venezolanos deportaron a los colombianos que vivían en Venezuela y además les quitó el derecho a hogar. [cita requerida]Esta situación aún se continua viviendo, a la espera que se llegue a un acuerdo entre los gobiernos de Colombia y Venezuela.